# Reformatio in capite et in membris
 Reformatio in capite et in membris лат. (изговор:реформацио ин капите ет ин мембрис). Промјена у глави и у удовима.  Папа Гргур VII 

## Поријекло изреке
Ова изрека је гесло папе Гргура VII из XI вијека .

## Значење
Промјена у глави и у удовима, односно, промјена на врху и у нижим органима,  је гесло које и данас, у цијелости  означава свеобухватне, дубоке и корените промјене .